# Марія Добє
Марія Добє (словен. Marija Dobje) — поселення в общині Шентюр, Савинський регіон, Словенія. 
Висота над рівнем моря: 336,9 м.